# Vélocimétrie laser
Pour un article plus général, voir Vélocimétrie.

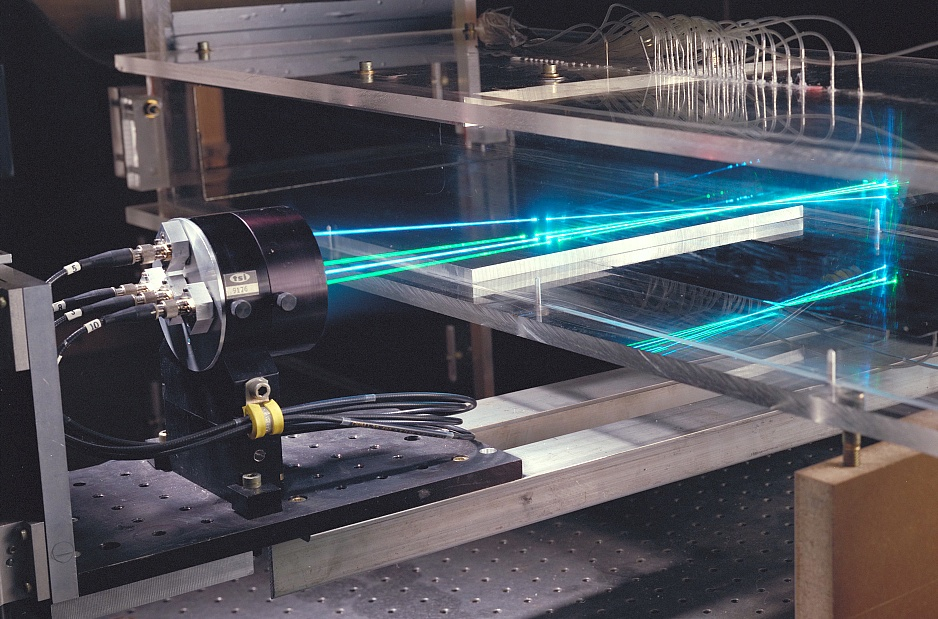
Un laser-Doppler

La vélocimétrie laser (ou anémométrie laser Doppler (LDA)) est une technique optique fondée sur la mesure du décalage en fréquence de faisceaux laser éclairant des particules très fines entraînées par un fluide (tel que l'air ou l'eau). Ainsi, en mesurant la vitesse des particules dans le fluide, on peut connaître la vitesse du fluide.
La vélocimétrie laser est parfois préférée aux autres techniques de mesures de vitesses d'écoulement tel que le tube de Pitot, car le capteur se trouve à l'extérieur du flux mesuré et ne perturbe donc pas la mesure.

## Vélocimétrie Doppler globale

### Méthode
Ce vélocimètre se base comme son nom l'indique sur le principe de l'effet Doppler. Il faut illuminer le fluide ensemencé de fines particules par un plan d'une onde électromagnétique dont la fréquence est parfaitement connue (attention ne pas confondre avec une onde magnétique plane). Les particules vont alors diffuser cette onde avec une fréquence différente, qui est mesurée et comparée à celle de l'onde d'origine. La vitesse des particules, donc du fluide, peut être déterminée grâce à cette différence de fréquence.
Remarque : la vélocimétrie Doppler est ici utilisée pour mesurer la vitesse de petites particules mais elle peut aussi être utilisée pour mesurer la vitesse d'objets plus volumineux, comme dans le cas d'un radar par effet Doppler.

### Montage
On peut distinguer sur le schéma :
- La source de l'onde qui est ensuite diffusée dans un plan ;
- L'écoulement qui traverse le plan de l'onde ;
- L'onde diffusée par les particules ;
- Le système qui mesure la fréquence de l'onde diffusée ;
- Le système qui compare les fréquences.

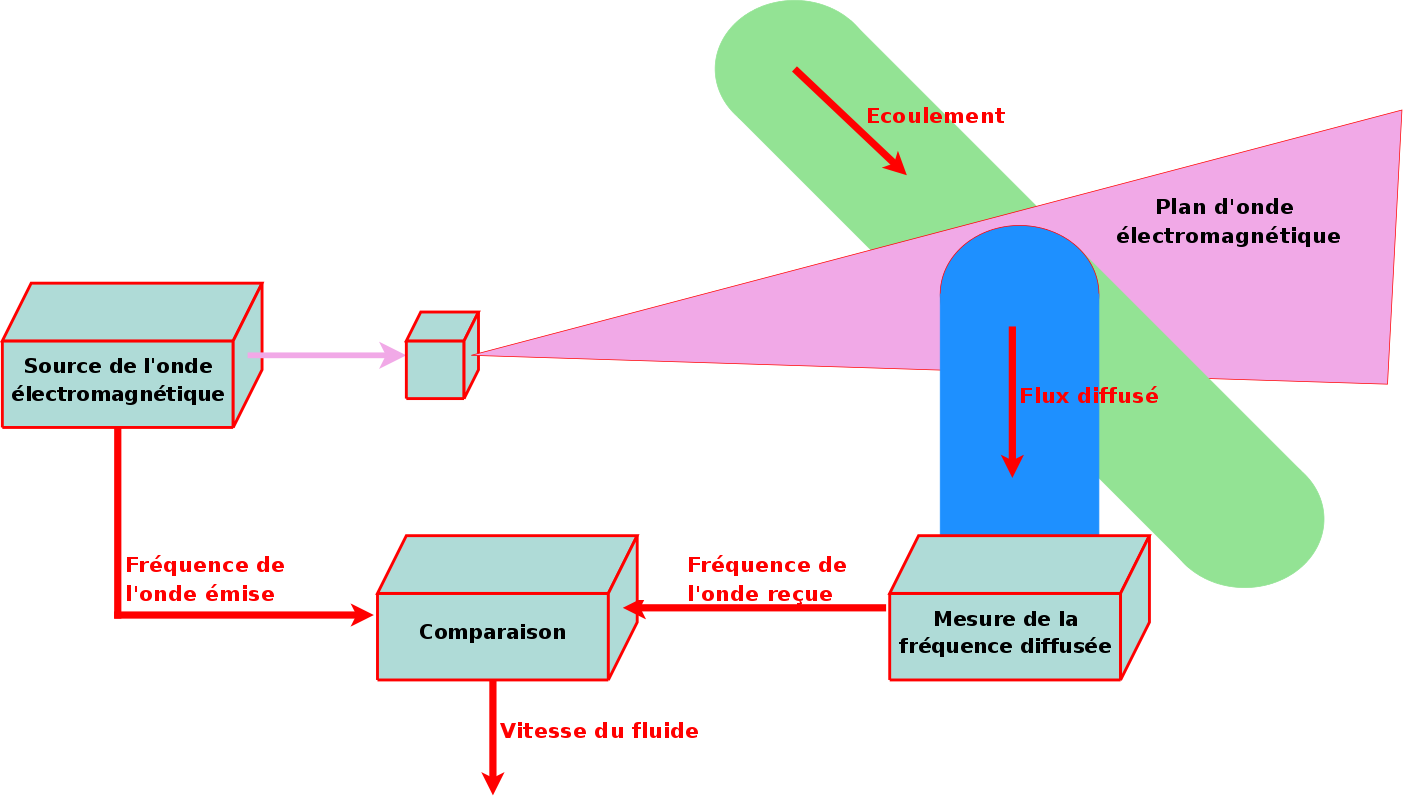
Installation de vélocimétrie Doppler globale

### Détermination de la vitesse
On commence par poser les différentes notations :
- {\displaystyle f_{0}} fréquence de l'onde émise
- {\displaystyle f_{1}} fréquence de l'onde reçue
- {\displaystyle {\vec {E}}} vecteur unitaire dans le sens de la propagation de l'onde émise
- {\displaystyle {\vec {R}}} vecteur unitaire dans le sens de la mesure
- {\displaystyle {\vec {V}}} vecteur vitesse de la particule

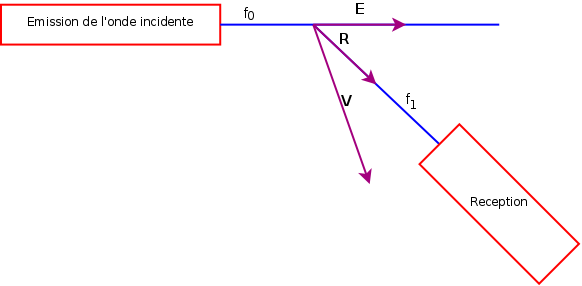
Schéma pour préciser les notations des termes des équations

Les calculs sont faits dans un cas non relativiste (le fluide, donc les particules, possède une vitesse faible devant celle de la lumière) et basés sur les résultats obtenus ici.
Il y a plusieurs étapes dans le calcul :
- l'onde est émise à la fréquence {\displaystyle f_{0}}
- la particule reçoit une onde à la fréquence apparente {\displaystyle f_{i}=f_{0}\cdot \left(1-{\frac {{\vec {V}}\cdot {\vec {E}}}{c}}\right)} (cas d'un émetteur immobile et d'un récepteur mobile). L'onde est diffusée à cette fréquence dans le référentiel de la particule.
- le récepteur reçoit alors une onde à la fréquence {\displaystyle f_{1}=f_{i}\cdot \left({\frac {1}{1-{\dfrac {{\vec {V}}\cdot {\vec {R}}}{c}}}}\right)\backsim f_{i}\cdot \left(1+{\frac {{\vec {V}}\cdot {\vec {R}}}{c}}\right)} (cas d'un récepteur immobile et d'un émetteur mobile).

En développant cette expression, on trouve finalement {\displaystyle f_{1}-f_{0}=f_{0}\cdot {\frac {{\vec {V}}\cdot ({\vec {R}}-{\vec {E}})}{c}}}. En mesurant la différence de fréquence, la valeur de la projection de la vitesse sur l'axe {\displaystyle {\vec {R}}-{\vec {E}}} peut donc être calculée.

## Vélocimétrie laser à franges
Ce vélocimètre fonctionne sur le principe des interférences.
On crée à l'aide d'un laser une figure d'interférence dans une zone bien précise.
Lorsqu'une particule du fluide traverse cette zone, appelée zone de contrôle, elle disperse la lumière lorsqu'elle se trouve sur une des franges. En se déplaçant, elle va donc envoyer des impulsions de lumière en passant d'une frange à l'autre.
{\displaystyle i} est l’interfrange, la distance pendant laquelle la frange est brillante.
Ainsi, en considérant une particule traversant le réseau de franges à une vitesse {\displaystyle V}, sa fréquence de passage dans une frange brillante va être de :
{\displaystyle f_{d}=V/i}
{\displaystyle f_{d}} est donc la fréquence de la lumière diffusée par la particule. C’est elle que l’on va pouvoir mesurer. Comme on connaît {\displaystyle i} d’après notre montage, on peut en déduire {\displaystyle V}.
Le détecteur (Channel PhotoMultiplier ou photomultiplicateur) captera les très faibles quantités de lumière et les transformera en signal électronique analogique. Puisque l'intensité lumineuse n'est pas la même en fonction de la frange que traverse la particule, on peut en déduire l'emplacement de celle-ci.
Avec cette méthode, on ne repère le mouvement du fluide que dans une seule direction. On peut néanmoins ajouter à cette installation d'autres lasers, de différentes longueurs d'onde, et ainsi repérer le mouvement des particules dans des directions supplémentaires.

### Sens de la vitesse
Ce mode de calcul ne permet pas de déterminer le sens de la vitesse de la particule car, à une fréquence donnée, correspond la même vitesse positive ou négative.
La détermination du signe de la vitesse se fait par défilement des franges d’interférence. Une particule immobile émettra un signal correspondant à la vitesse de défilement des franges et la vitesse d’une particule en mouvement s’ajoutera ou se retranchera à la vitesse de défilement. Il faut néanmoins vérifier que la vitesse turbulente soit toujours positive pour qu’il n’y ait pas d’ambiguïté sur sa valeur.

### Limitations
Cette méthode souffre de certaines limites. En premier lieu, lors d'un écoulement de fluide il est tout à fait possible que plusieurs particules passent à travers la zone de contrôle, il s'ensuit que le capteur observera le clignotement de plusieurs particules et non de d'une seule, ce qui rend impossible la mesure de la vitesse. Une méthode existe pour remédier à ce problème : étant donné que les particules réfléchissent une quantité de lumière proportionnelle à la quantité reçue, lorsque les particules sont au centre de la figure d’interférence (luminosité élevée) elles renvoient plus de lumière que quand elles sont à l’extérieur de ce réseau (luminosité faible). Ainsi en recueillant la luminosité des différents clignotements il devient possible de mesurer la vitesse de chaque particule individuellement. Une deuxième limitation est que la quantité de lumière renvoyée est en général très faible, il faut alors utiliser des capteurs extrêmement sensibles.

## Vélocimétrie laser deux points (L2F)

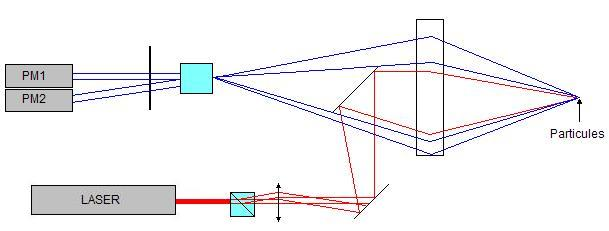
Schéma du vélocimètre deux points (L2F)

Le faisceau laser est séparé en deux par un prisme de Rochon pour réaliser une barrière optique. La lentille qui se trouve juste après permet de refocaliser les deux faisceaux sur la zone que l'on veut étudier. Les deux faisceaux sont focalisés en deux points séparés dont la distance (de quelques dizaines de microns) est parfaitement connue.
Lorsque les particules passent au travers des faisceaux laser focalisés, il se crée un phénomène de rétrodiffusion : une faible quantité de lumière est retournée et peut être analysée par deux capteurs, un pour chacun des faisceaux.
Des systèmes optiques tels qu'un microscope permettent d'agrandir l'image des capteurs (ici on utilise des photomultiplicateurs mais on peut également utiliser des Channeltron).
Le traitement des données consiste à mesurer l'intervalle de temps (dit temps de vol) entre les deux impulsions délivrées par les deux photomultiplicateurs.

## Vélocimétrie par Images de Particules (PIV)
La vélocimétrie par images de particules (Particle Image Velocimetry en anglais) est l'une des plus importantes techniques utilisées pour déterminer le champ de vitesse d'un fluide. Cette méthode évalue la vitesse d’un écoulement en mesurant son déplacement durant un intervalle de temps donné. La position est déterminée à l’aide de particules solides ou liquides présentes dans le fluide. Dans la plupart des cas, de telles particules n'y sont pas naturellement existantes, elles sont donc injectées et assumées suffisamment petites et légères pour se déplacer à la même vitesse que le fluide.
Une fine couche du fluide étudié est illuminée par un rayonnement laser. Ainsi, lorsque les particules traversent cette zone, elles diffusent la lumière qui peut être récupérée par un capteur (généralement une caméra CCD). Deux images séparées d'un intervalle de temps bien choisi afin que les particules ne quittent pas le champ de vision de la caméra permettent de déterminer la variation de position.
Une fois enregistrées, les images sont traitées par ordinateur et divisées en sous sections appelées « fenêtres d’interrogation » (dont la taille est typiquement de 16 × 16 ou 32 × 32 pixels). Les paires de fenêtres d’interrogations sont corrélées entre elles pixel par pixel. La corrélation produit un pic qui identifie le déplacement de la particule. Une carte de vitesse de la zone d’intérêt est ainsi obtenue en répétant la corrélation pour toutes les fenêtres d’interrogation définies sur les deux images d’origines.
Cette technique est non intrusive et permet d'obtenir les vecteurs vitesse dans une coupe transversale à l'écoulement. Seules deux composantes de la vitesse sont mesurées mais l'utilisation de deux capteurs (CCD par exemple) regardant la même zone de fluide illuminée permet d'obtenir les 3 composantes de la vitesse dans l'espace. (principe de la stéréoscopie). Différentes méthodes (PIV holographique, PIV tomoscopique) sont actuellement en développement. Elles visent à déterminer les composantes de la vitesse dans un volume.